# Petri Pasanen
Petri Pasanen (* 24. September 1980 in Lahti) ist ein ehemaliger finnischer Fußballspieler, der zuletzt beim FC Lahti unter Vertrag stand. Für SV Werder Bremen lief er in Vereinsspielen am häufigsten auf.

## Karriere

### Verein

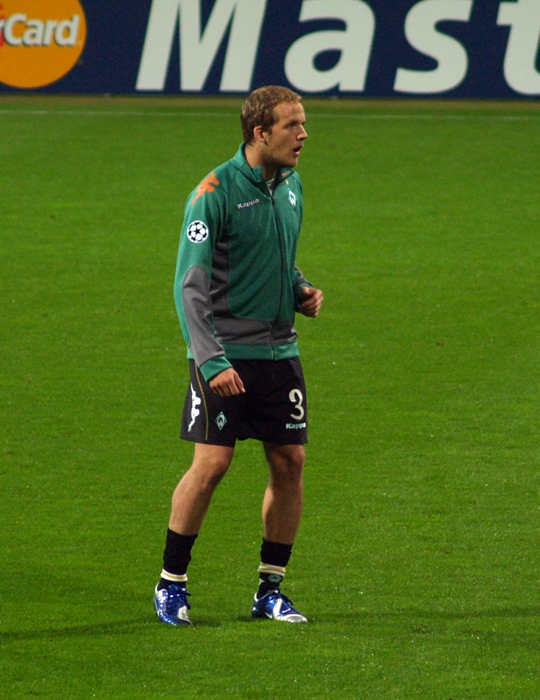
Petri Pasanen gegen Levski Sofia (2007)

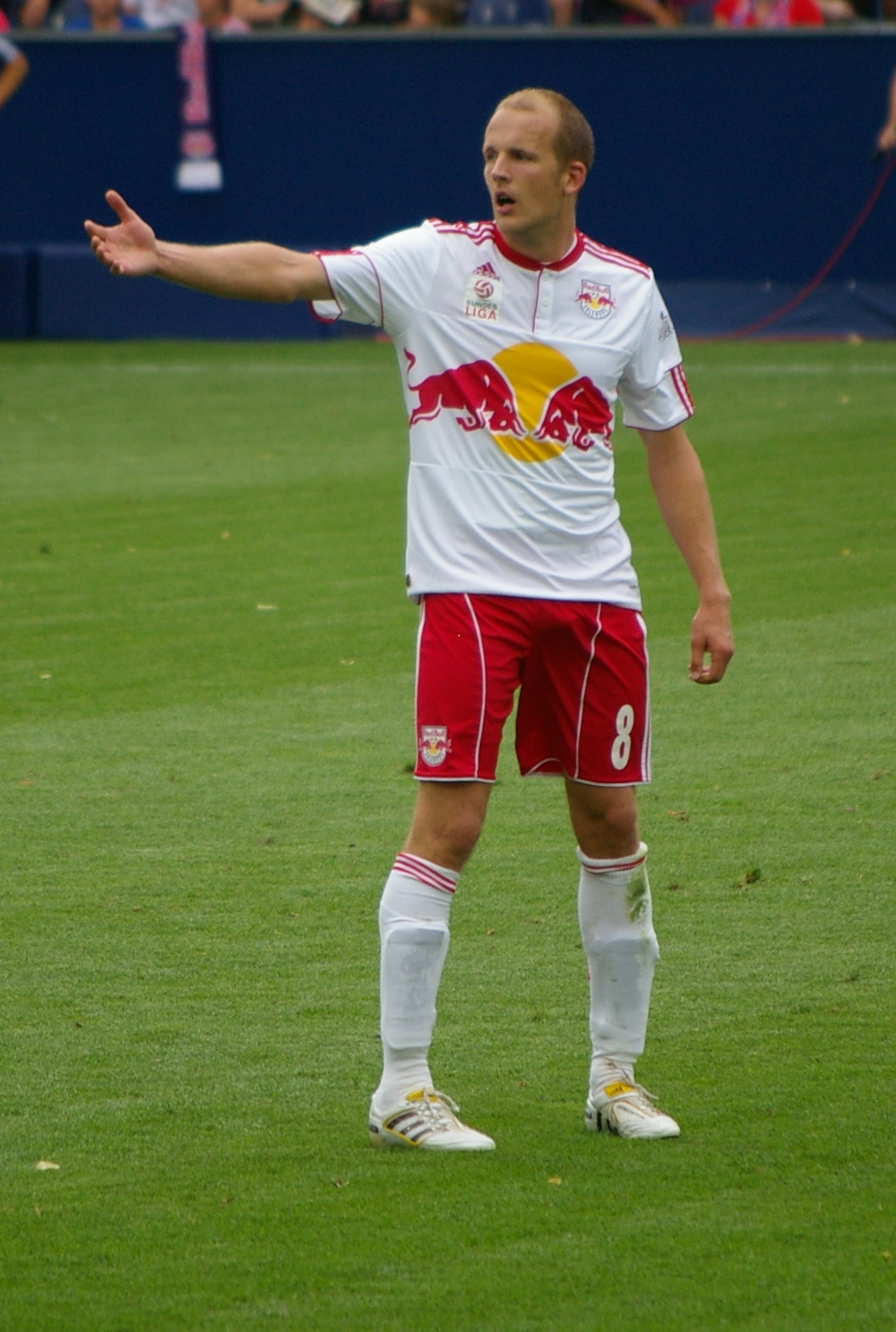
Erstes Bundesliga-Meisterschaftsspiel für Red Bull Salzburg (17. Juli 2011)

Der Innenverteidiger begann seine Profikarriere beim finnischen Erstligisten FC Lahti. Zur Saison 2000/01 wechselte er für die Summe von 2,6 Millionen Euro zu Ajax Amsterdam in die Niederlande. Nach einer Verletzungspause verlor der Jungnationalspieler jedoch den Kontakt zur ersten Mannschaft.
Um dennoch Spielpraxis zu sammeln, stimmte Pasanen 2004 einem Wechsel auf Leihbasis zum englischen Erstligisten FC Portsmouth zu. Nach einer halben Saison in England wechselte er am 15. Juli 2004 zum Bundesligisten Werder Bremen. Dort erzielte er beim 4:0-Auswärtssieg gegen den FC Hansa Rostock am 14. August 2004, dem 2. Spieltag, sein erstes Bundesligator und erspielte sich neben Valérien Ismaël und gegen Nationalspieler Frank Fahrenhorst bald einen Stammplatz in der Innenverteidigung.
Seine Karriere erlitt im Herbst 2005 einen Knick, als er nach einer Kopfverletzung mit anschließendem Schädeltrauma etwa sechs Monate ausfiel. Er verlor seinen Stammplatz an Frank Fahrenhorst und konnte zu Beginn der Saison 2006/07 auch Per Mertesacker nicht von seiner Position als Innenverteidiger neben Naldo verdrängen. Als Mertesacker jedoch in der Schlussphase der Saison aufgrund einer Verletzung ausfiel, konnte Pasanen in die Startelf aufrücken.
In der Saison 2007/08 wurde er häufig auf den Außenpositionen eingesetzt, da Clemens Fritz und Pierre Womé verletzt ausfielen. Er gilt als defensiv stark, abgeklärt und kann auch auf der Position des rechten und linken Außenverteidigers eingesetzt werden. 2011 einigte sich Pasanen mit Werder, den zum Saisonende auslaufenden Vertrag nicht zu verlängern.
Wenige Tage nach Saisonende bestätigte Werder-Manager Klaus Allofs, dass die Vertragsverhandlungen kurzfristig wieder aufgenommen werden. Am 16. Juni 2011 verkündete Werder Bremen, dass Pasanens Vertrag nicht verlängert wird. Im Sommer 2011 wechselte der Finne nach Österreich zum FC Red Bull Salzburg. Ende der Saison wurde bekanntgegeben, dass sein Vertrag nicht mehr verlängert wird und er den Verein verlassen wird. Im Juli 2012 unterschrieb er einen Vertrag beim Aarhus GF, mit dem er in der Superliga spielte. Nach einem 7. Platz in seiner ersten Saison stieg er mit dem Verein am Ende der Saison 2013/14 in die 1. Division ab.
Am 1. Juli wechselte er zurück in seine Heimat zurück zum FC Lahti. Nach einer kurzen Eingewöhnungszeit spielte er den Rest der Saison 2014 als Stammspieler. Im Laufe der Saison 2015 kam er zu Beginn stets zum Einsatz. Zum Ende der Saison kam er nur noch zu Kurzeinsätzen und beendete am Saisonende seine Karriere.

### Nationalmannschaft
Pasanen debütierte in der A-Nationalmannschaft am 15. November 2000 in Dublin bei der 0:3-Niederlage gegen Irland. Sein einziges Tor erzielte er am 5. September 2009 zum 2:1-Endstand gegen Aserbaidschan. Ein letztes Spiel für Finnland machte er am 16. November 2013 als Einwechselspieler bei einem 1:1 gegen Wales. Während seiner Zeit als Nationalspieler führte er die Mannschaft des Öfteren als Kapitän aufs Feld.
Pasanen spielte außerdem noch in 6 Spielen für die Finnische Futsal-Nationalmannschaft und erzielte dabei 2 Tore.

### Co-Kommentatorentätigkeit
Pasanen ist regelmäßig im finnischen Fernsehen YLE als Co-Kommentator bei Fußballberichterstattungen zu sehen, so auch als Experte bei der Fußball-Weltmeisterschaft 2014.

## Erfolge
Persönliche
- Fußballer des Jahres in Finnland: 2008

mit Ajax Amsterdam
- Niederländischer Meister: 2001/02
- Niederländischer Pokalsieger: 2001/02
- Niederländischer Supercupsieger: 2002

mit Werder Bremen
- Deutscher Vizemeister: 2005/06, 2007/08
- DFB-Pokalsieger: 2008/09
- DFL-Ligapokalsieger: 2006
- DFB-Pokalfinalist: 2009/10
- UEFA-Cup-Finalist: 2008/09
- UEFA-Cup-Halbfinalist: 2006/07

mit Red Bull Salzburg
- Österreichischer Meister: 2012
- Österreichischer Cupsieger: 2012